# Zaid Al-Halawani
Zaid Al-Halawani (11 de enero de 2000) es un deportista jordano que compite en taekwondo.
Ganó una medalla de bronce en el Campeonato Mundial de Taekwondo de 2022 y dos medallas en el Campeonato Asiático de Taekwondo, plata en 2021 y bronce en 2022. En los Juegos Asiáticos de 2022 consiguió una medalla de bronce.

## Palmarés internacional
| Campeonato Mundial  | Campeonato Mundial        | Campeonato Mundial | Campeonato Mundial |
| Año                 | Lugar                     | Medalla            | Categoría          |
| ------------------- | ------------------------- | ------------------ | ------------------ |
| 2022                | Guadalajara (México)      | Medalla de bronce  | –63 kg             |
| Juegos Asiáticos    |                           |                    |                    |
| Año                 | Lugar                     | Medalla            | Categoría          |
| 2022                | Hangzhou (China)          | Medalla de bronce  | –63 kg             |
| Campeonato Asiático |                           |                    |                    |
| Año                 | Lugar                     | Medalla            | Categoría          |
| 2021                | Beirut (Líbano)           | Medalla de plata   | –63 kg             |
| 2022                | Chuncheon (Corea del Sur) | Medalla de bronce  | –63 kg             |